# Хайфан
Хайфан (араб. حيفان‎) — деревня на юго-западе Йемена, на территории мухафазы Таиз.

## Географическое положение
Деревня находится в юго-восточной части мухафазы, в горной местности йеменского хребта, на высоте 1668 метров над уровнем моря.
Хайфан расположен на расстоянии приблизительно 37 километров к юго-востоку от Таиза, административного центра мухафазы и на расстоянии 216 километров к югу от Саны, столицы страны.

## Население
По данным переписи 2004 года численность населения Хайфана составляла 1925 человек.

## Транспорт
Ближайший аэропорт — Международный аэропорт Таиза.